# 야마우치 아즈사
야마우치 아즈사(일본어: 山内 梓, やまうち　あずさ, 1998년 9월 11일~)는 일본의 양궁 선수이다. 2020년 하계 올림픽에 일본 국가대표 선수로 참가했다.

## 학력
- 하마마쓰상업고등학교
- 긴키 대학 경영학부

## 수상
- 2019년 전일본 학생선수권 대회 개인전 1위
- 2021년 광주 아시안컵 1차 대회 단체전 2위